# ميلاد جلالي
ميلاد جلالي (بالفارسية: میلاد جلالی) هو لاعب كرة قدم إيراني في مركز الوسط، ولد في 13 يناير 1995 في بندر أنزلي في إيران. لعب مع نادي ملوان.